# Грациано (кардинал)
Грациано (Graziano, также известный как Graziano da Pisa) — католический церковный деятель XII века, племянник папы Евгения III. Носил титул магистра. Вице-канцлер Римско-католической церкви с 1168 по 1178 года. Томас Беккет отметил его храбрость в переговорах с королём Англии Генрихом II.
На консистории в марте 1178 года был провозглашен кардиналом-дьяконом с титулом церкви Св. Косьмы и Дамиана. Сопровождал папу Александра III во время визита в Англию по поводу убийства архиепископа Беккета. Участвовал в выборах папы 1181 (Луций III), 1185 (Урбан III), 1187 (Григорий VIII), 1187 (Климент III), 1191 (Целестин III) и 1198 (Иннокентий III) годов. Будучи с 1191 года кардиналом-протодьяконом, короновал двух последних пап.